# Яна Дементиева
Яна Михайловна Дементиева (на украински: Яна Михайлівна Дементьєва; 23 октомври 1978 г., Харков, Украинска ССР) е украинска гребкиня, олимпийска шампионка от игрите през 2012 г. в Лондон, световна шампионка, многократна европейска шампионка. Заслужил майстор на спорта на Украйна.
Родена е на 23 октомври 1978 г. в Харков. Започва да се занимава с лека атлетика, по-късно се премества в гребната секция. Първият ѝ треньор е Сергей Дементиев (неин бивш съпруг). Треньор – Владимир Морозов. Завършва средно училище №164 в Харков, после Политехническия институт в града (специалност – управление на предприятия) и Харковската академия за физическо възпитание и спорт (спортна психология).
Член на украинския олимпийски отбор на игрите на XXVIII олимпиада през 2004 г. в Атина. Като част от четворката (Елена Морозова, Яна Дементиева, Татяна Колесникова и Елена Олефиренко), завършва трета във финалната надпревара, но по решение на комитета на МОК, поради употребата на препарати от Елена Олефиренко, които може да служат като основа за създаването на допинг, резултатът на украинките е анулиран, а бронзовите медали са връчени на австралийките.
Участва в украинския олимпийски отбор на XXIX олимпийски игри 2008 в Пекин. Във финалната надпревара на двойки при жените на 2 км, заедно с Екатерина Тарасенко завършва седма (07:17,82).
Дементиева е част от украинския олимпийски отбор и на ХХХ олимпиада през 2012 г. в Лондон. Като част от четворката (Анастасия Коженкова, Яна Дементиева, Екатерина Тарасенко и Наталия Довгодко) тя става олимпийска шампионка. Отборът е подготвен от треньора Владимир Морозов.
Дементиева е европейска шампионка четири пъти: през 2008 г. на двойки с Екатерина Тарасенко, 2009 г. на четворка (Светлана Спирюхова, Татяна Колесникова, Анастасия Коженкова и Яна Дементиева), 2010 г. отново на четворка (Екатерина Тарасенко, Елена Буряк, Анастасия Коженкова и Яна Дементиева), и през 2011 г. в двойка с Анастасия Коженкова. Световна шампионка през 2009 г. в четворка (Светлана Спирюхова, Татяна Колесникова, Анастасия Коженкова и Яна Дементиева), сребърна медалистка от световното първенство през 2010 г. отново на четворка (Екатерина Тарасенко, Елена Буряк, Анастасия Коженкова и Яна Дементиева).
Многократна шампионка на Украйна, носителка на Световната купа.
Наградена с орден „За заслуги“, III степен.